# Weskan (Kansas)
Weskan és un lloc designat pel cens situat al comtat de Wallace en l'estat nord-americà de Kansas. L'any 2010 tenia 161 habitants.
L'oficina de correus de Weskan es va crear a l'agost de 1887.